# Dixit

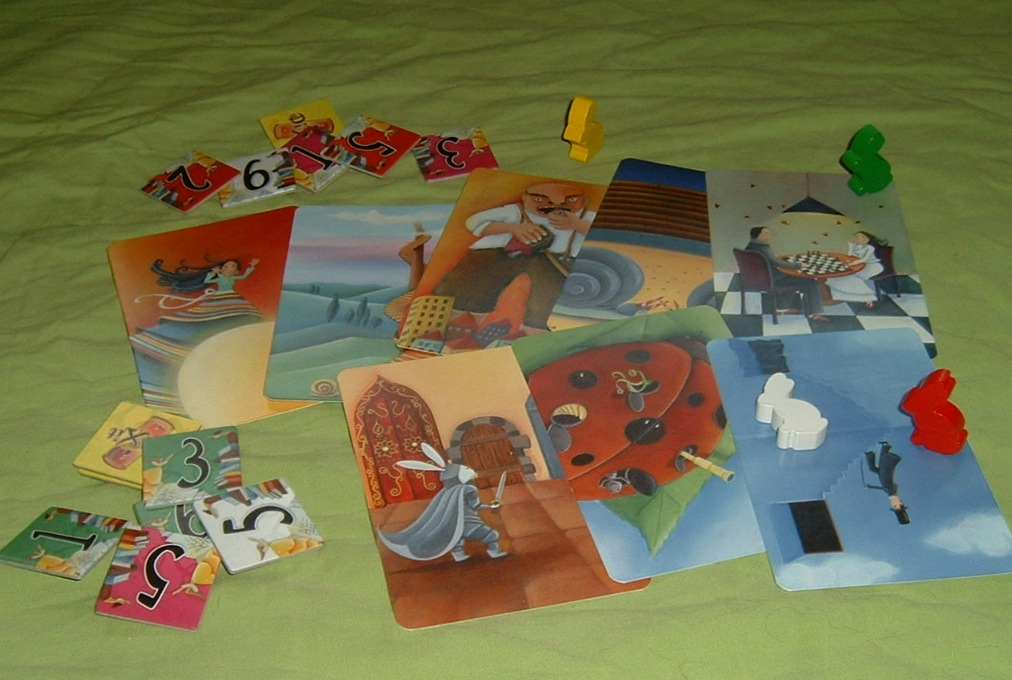
Karty do gry Dixit.

Dixit – gra karciana wydana w 2008 roku przez Libellud we Francji. W Polsce grę wydało wydawnictwo Hobbity.eu, a obecnym dystrybutorem (od kwietnia 2014) jest Rebel.pl. Gra została laureatem nagrody Spiel des Jahres 2010. Jej tytuł po łacinie oznacza „ona / on powiedział”, częste rozpoczęcie starych opowieści.
Jest to gra w skojarzenia, w każdej z tur jeden z graczy staje się bajarzem. Wybiera jedną ze swoich kart i mówi zdanie, które do niej nawiązuje. Pozostali gracze wybierają jedną z własnych kart, która najlepiej pasuje do zdania bajarza. Następnie wszystkie wybrane karty są mieszane i zadaniem pozostałych graczy jest odgadnięcie, która z nich należała do bajarza.

## Dodatki i odmiany
W 2010 został wydany dodatek pod nazwą Dixit 2, znany również pod nazwą Dixit Quest, w którym znajdują się 84 nowe karty.
Dla osób, które kupiły Dixit 2 przedpremierowo, była wydana specjalna promocyjna karta.
Niektóre osoby, które kupiły Dixit 2 przedpremierowo, otrzymywały również inną specjalną promocyjną kartę. Karta ta również była rozdawana na GenCon 2010.
W 2011 została wydana samodzielna odmiana gry pod nazwą Dixit Odyssey (Odyseja), w którym znajdują się 84 nowe karty, 12 pionków gry oraz nowe karty głosowania umożliwiające grę 12 osobom.
Dla osób, które kupiły Dixit Odyssey przedpremierowo była wydana specjalna promocyjna karta.
W 2012 została wydana samodzielna odmiana gry pod nazwą Dixit: Journey, w którym znajdują się 84 nowe karty, 6 pionków gry oraz karty głosowania umożliwiające grę 6 osobom. W Europie gra ta została wydana jako dodatek pod nazwą Dixit 3 a nie jako samodzielna gra.
W 2012 była rozdawana dodatkowa karta promocyjna na GenCon 2012.
W 2012 został wydany dodatek pod nazwą Dixit 3: Journey (Podróże), w którym znajduje się 81 kart z gry Dixit: Journey oraz 3 powtórzone z Dixit, Dixit 2 i Dixit Odyssey (w wydaniu USA) lub 3 nowe karty Dixit Asmodee (w wydaniu europejskim).
W 2012 zostały wydane 3 karty pod nazwą Dixit Asmodee Special Cards. Są to karty z europejskiej wersji Dixit 3 dostępne osobno w USA.
W 2012 została wydana nowa gra pod nazwą Dixit Jinx. Jest to nowa gra z rodziny Dixit, ale ma nieco odmienne reguły gry.
W 2013 został wydany dodatek pod nazwą Dixit Odyssey (expansion), w którym znajdują się 84 karty pochodzące z samodzielnej gry Dixit Odyssey.
W 2013 został wydany dodatek pod nazwą Dixit 4: Origins (Początki), w którym znajdują się 84 nowe karty.
W 2013 została wydana karta promocyjna do Dixit 4 pod nazwą "La Machine à rêves".
W 2013 zostały wydane 4 karty promocyjne pod nazwą Dixit: "The Inheritors" promo cards. Są to karty promocyjne dla edycji koreańskiej.
W 2014 został wydany dodatek pod nazwą Dixit 5: Daydreams (Marzenia), w którym znajdują się 84 nowe karty.
W 2015 został wydany dodatek pod nazwą Dixit 6: Memories (Wspomnienia), w którym znajdują się 84 nowe karty.
W 2016 został wydany dodatek pod nazwą Dixit 7: Revelations (Wizje), w którym znajdują się 84 nowe karty. W pierwszych egzemplarzach gry część kart była pozłacana.
W 2017 został wydany dodatek pod nazwą Dixit 8: Harmonies (Harmonia), w którym znajdują się 84 nowe karty.
W 2018 został wydany dodatek pod nazwą Dixit: 10th Anniversary (Dixit 9: Edycja jubileuszowa lub Dixit: 10. Rocznica), w którym znajdują się 84 nowe karty stworzone przez autorów kart do poprzednich części.

## Dixit MNK
W sierpniu 2023 ukazał się zestaw stworzony z reprodukcji dzieł sztuki z kolekcji Muzeum Narodowego w Krakowie. Wykorzystano między innymi takie dzieła, jak Dama z gronostajem Leonarda da Vinci, Dziewczynka z chryzantemami Olgi Boznańskiej, Młoda Polska Jacka Malczewskiego i Wernyhorą Jana Matejki. W zestawie 84 kart pojawiły się skadrowane dzieła sztuki ze zbiorów muzeum, po raz pierwszy w historii gry będące wyborem gotowych ilustracji, zamiast autorskich projektów graficznych. To również pierwszy dodatek zaprojektowany przy współpracy z polskimi partnerami. Premiera tej wersji gry odbyła się 18 sierpnia 2023 podczas wydarzenia w Galerii Sztuki Polskiej XIX wieku.   

### Wybór obrazów wykorzystanych w talii Dixit MNK

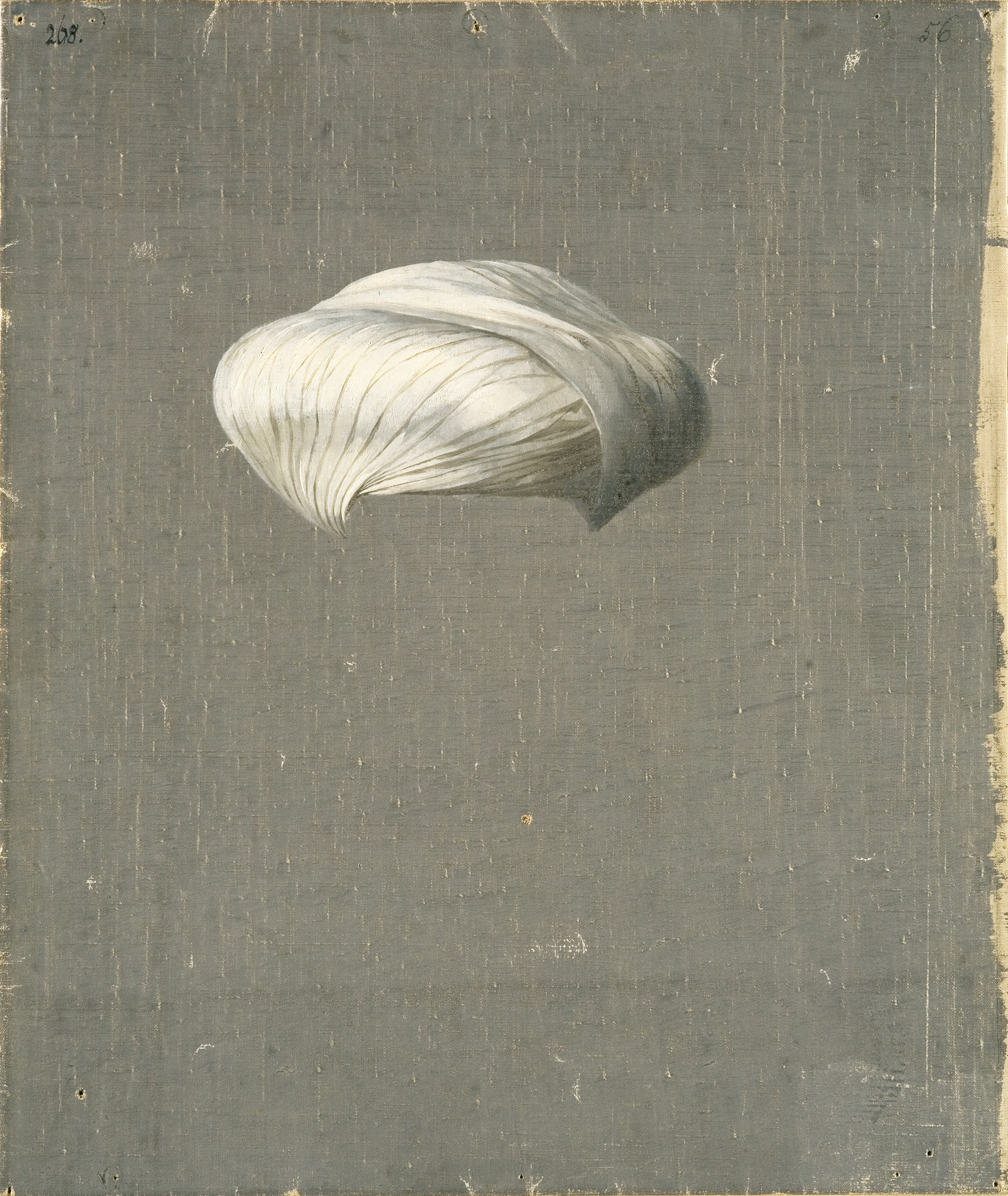
Stanisław Chlebowski, studium ubioru do obrazu Wjazd sułtana Mahometa II do Konstantynopola(inne języki), olej, na płótnie, przed 1874
Leonardo da Vinci, Dama z gronostajem, olej na desce, ok. 1489
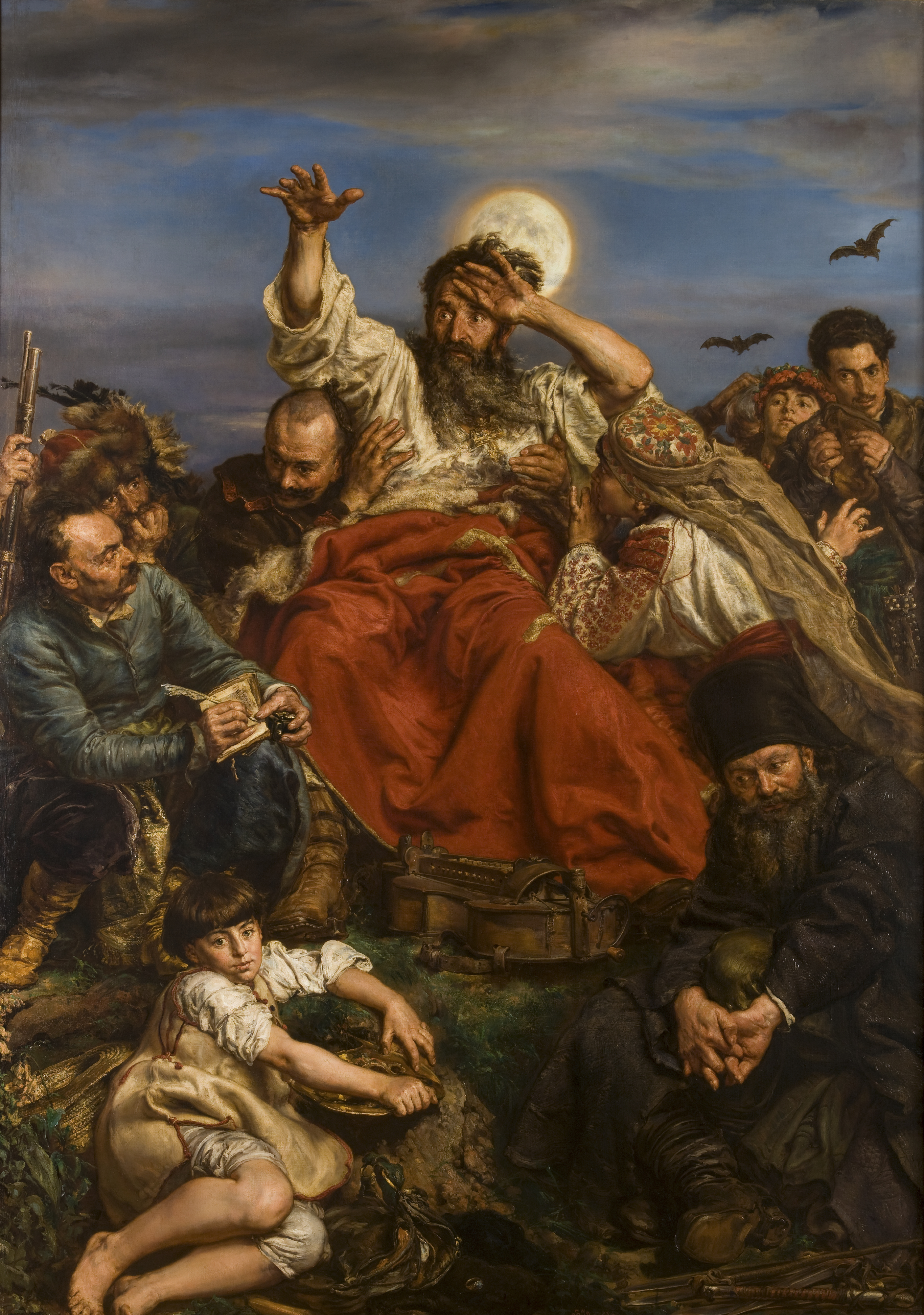
Jan Matejko, Wernyhora, olej na płótnie, 1884
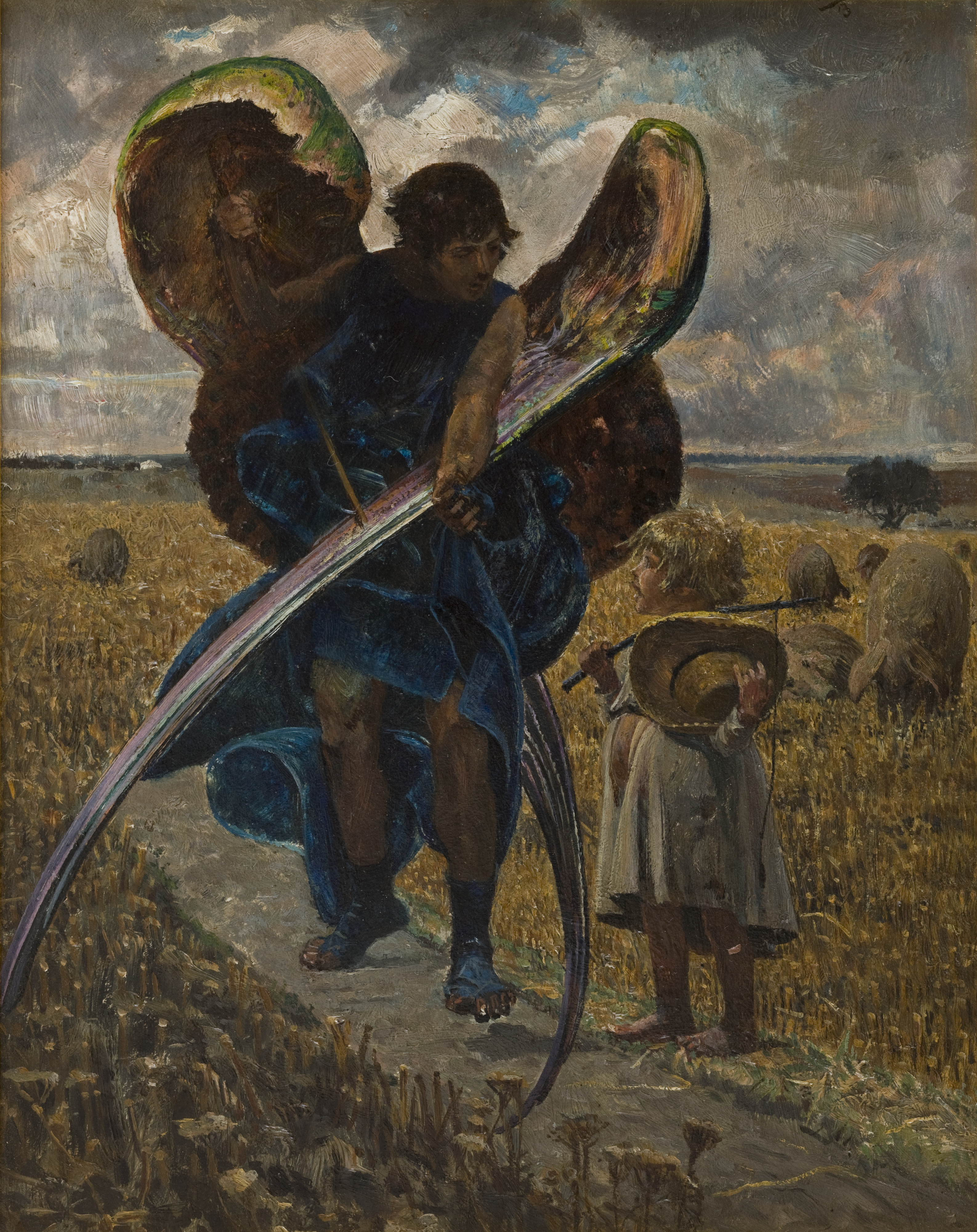
Jacek Malczewski, Za aniołem(inne języki) (część środkowa tryptyku), olej na tekturze, 1901
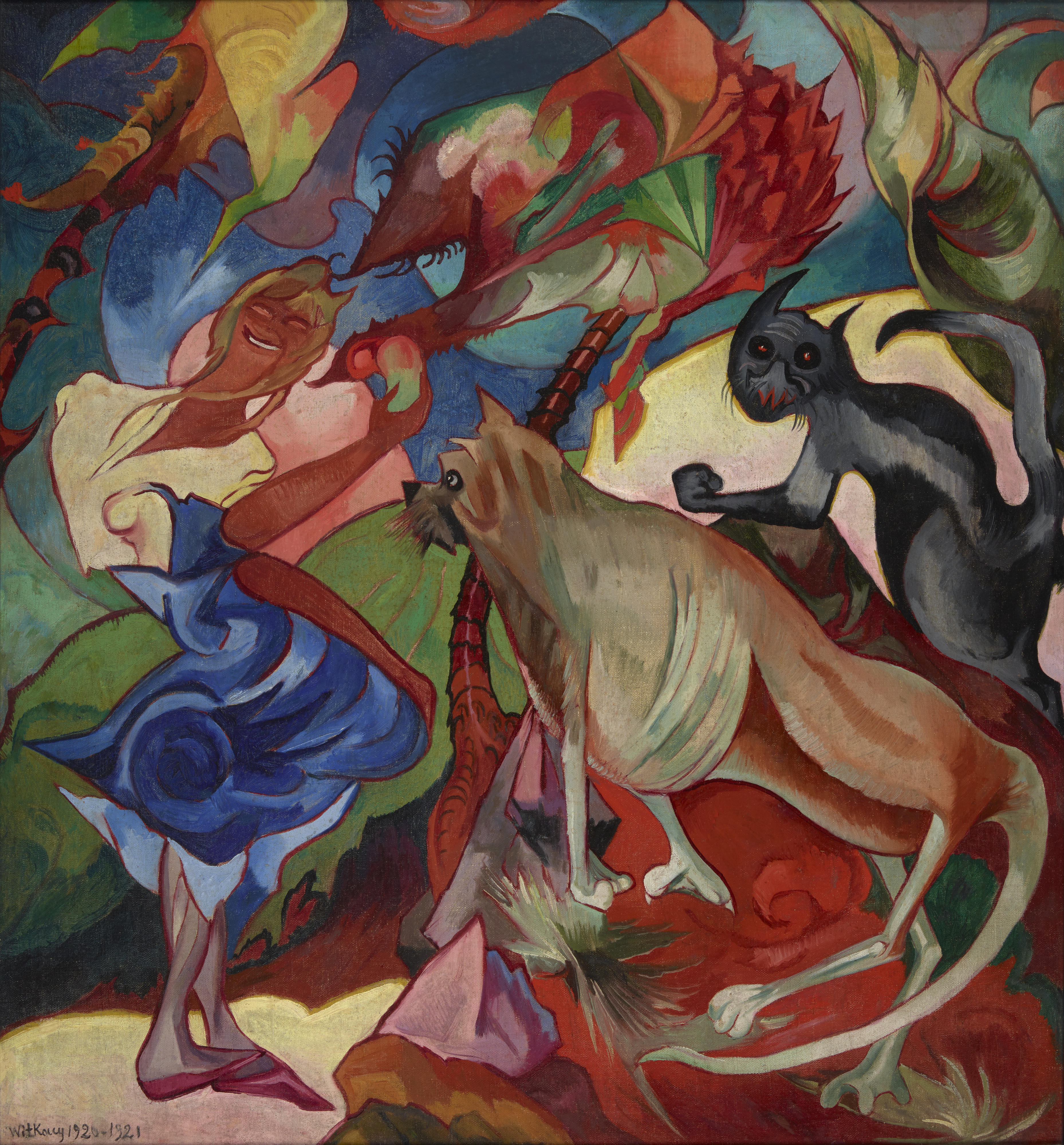
Stanisław Ignacy Witkiewicz, Marysia i Burek na Cejlonie(inne języki), olej na płótnie, między 1920 a 1921
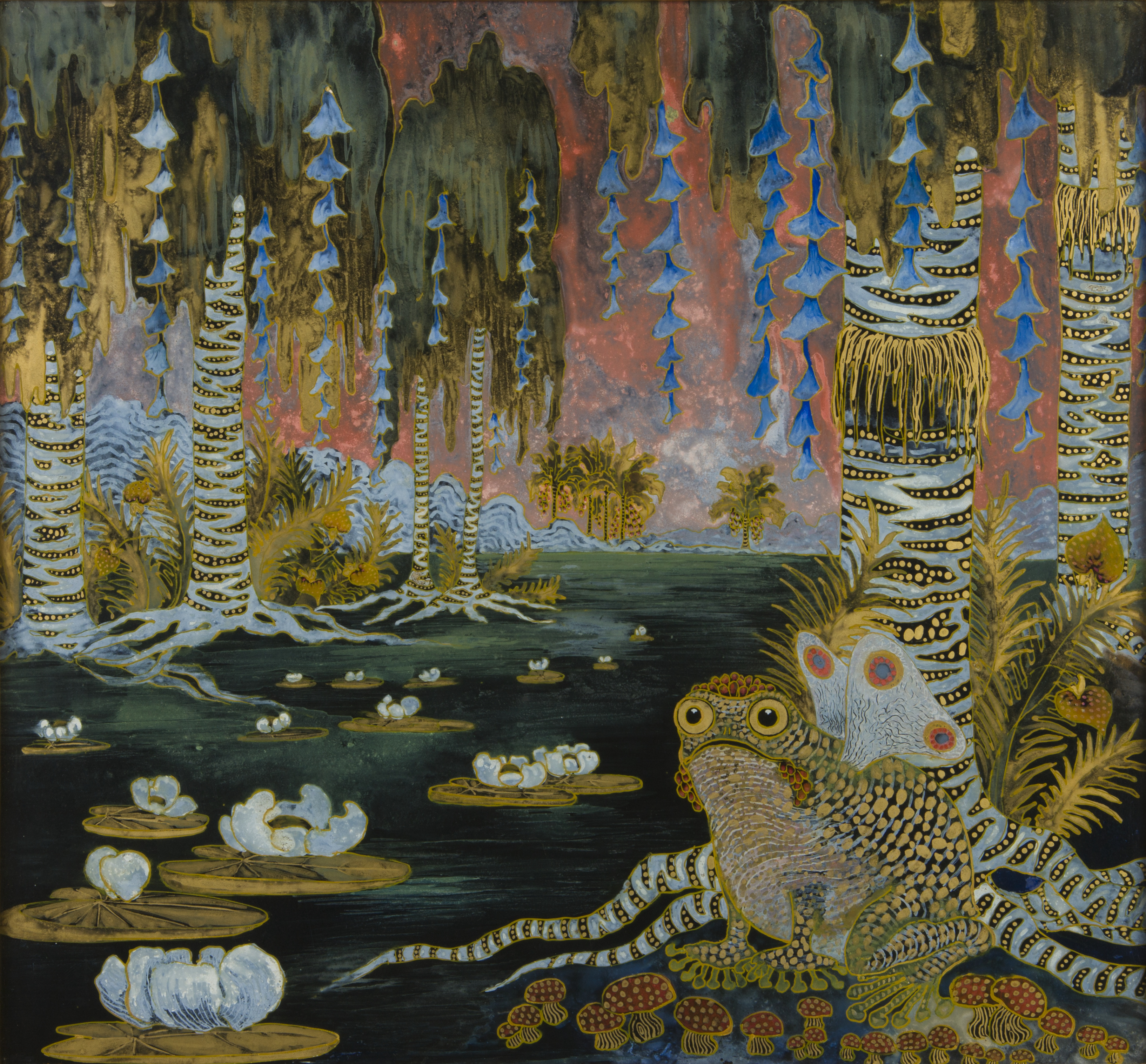
Michalina Janoszanka, Wiosna, tempera na szkle, przed 1926
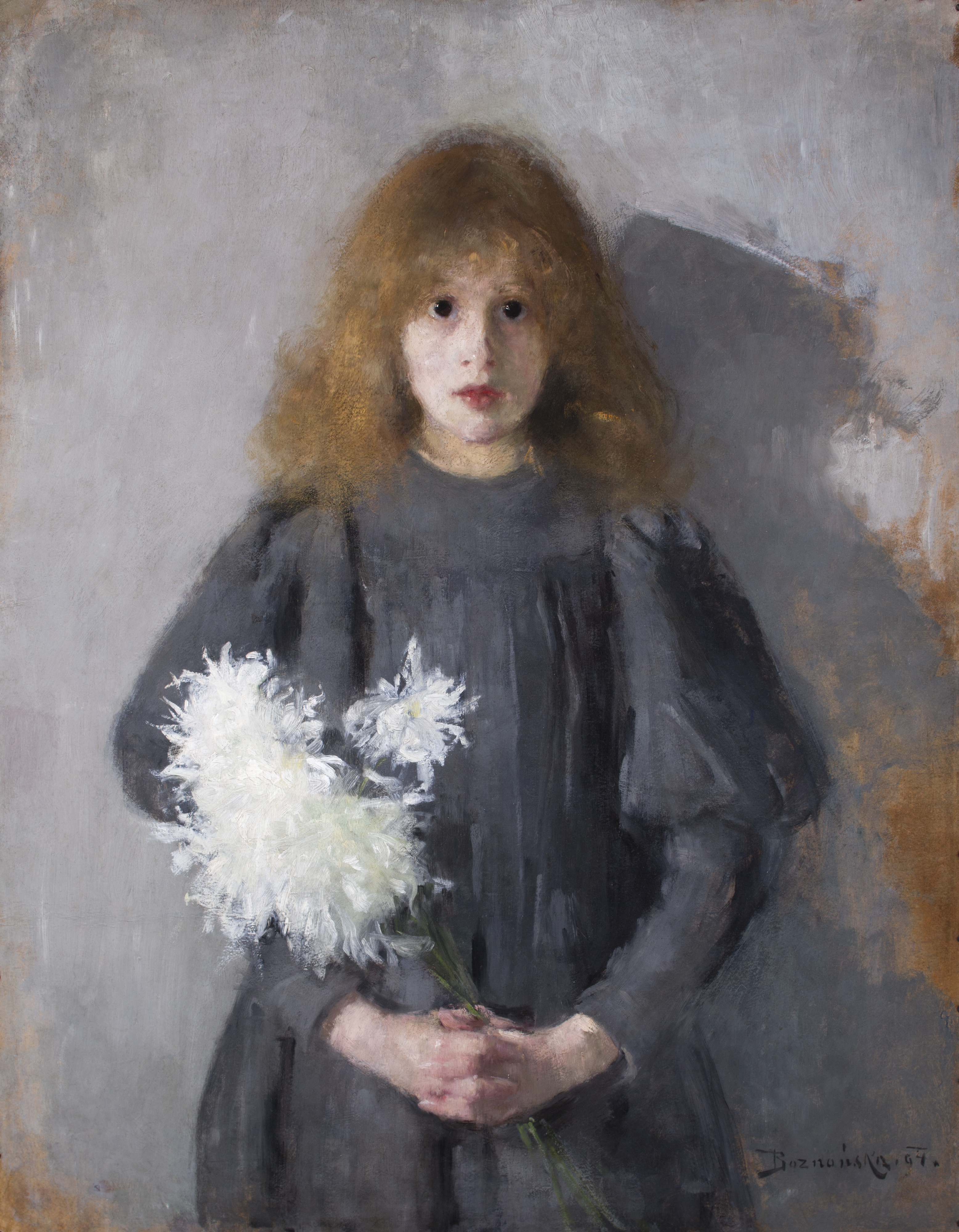
Olga Boznańska, Dziewczynka z chryzantemami, olej na tekturze, 1894
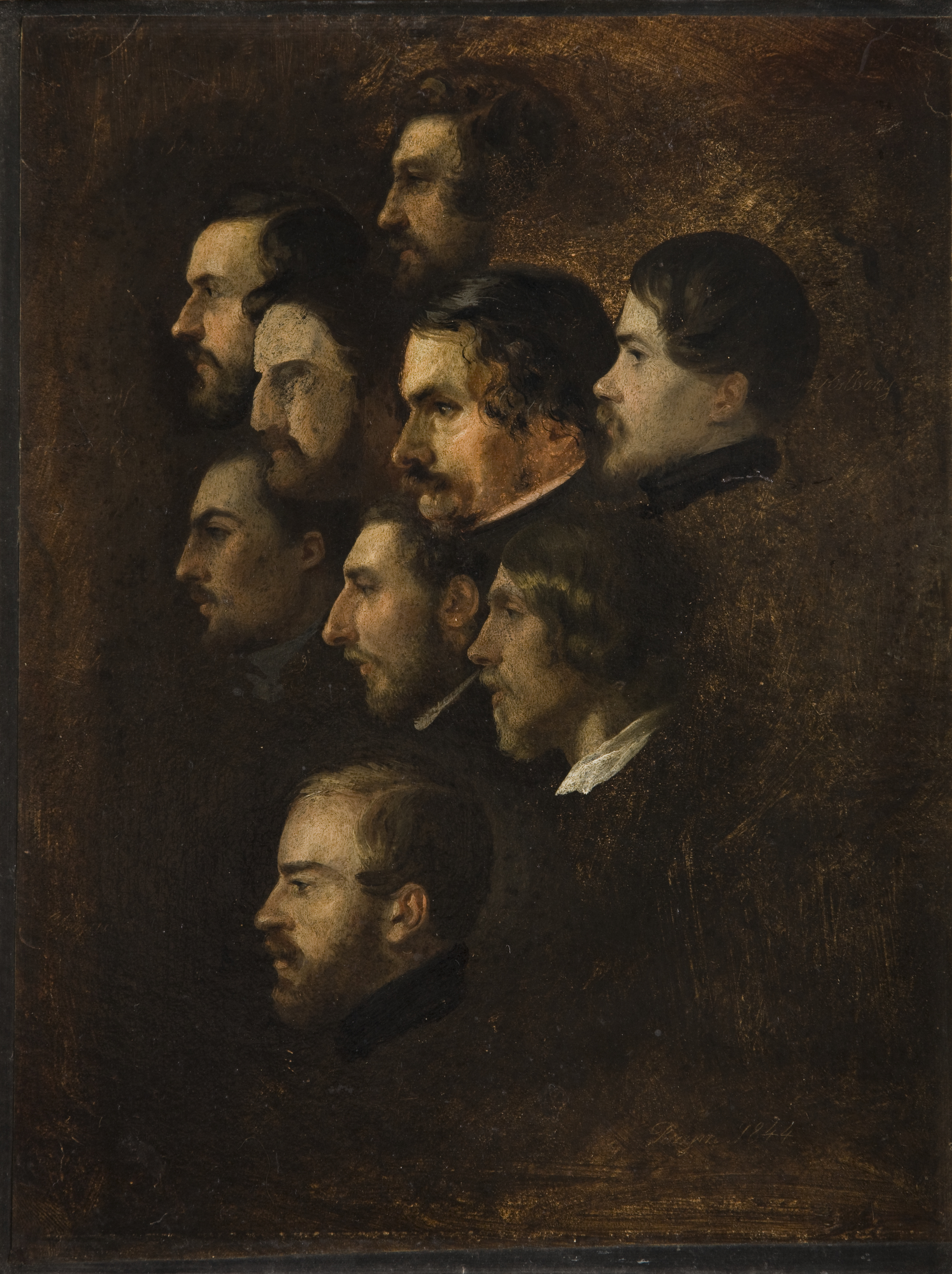
Romuald Chojnacki, Portret kolonii polskiej w Rzymie(inne języki), olej na tekturze, 1844
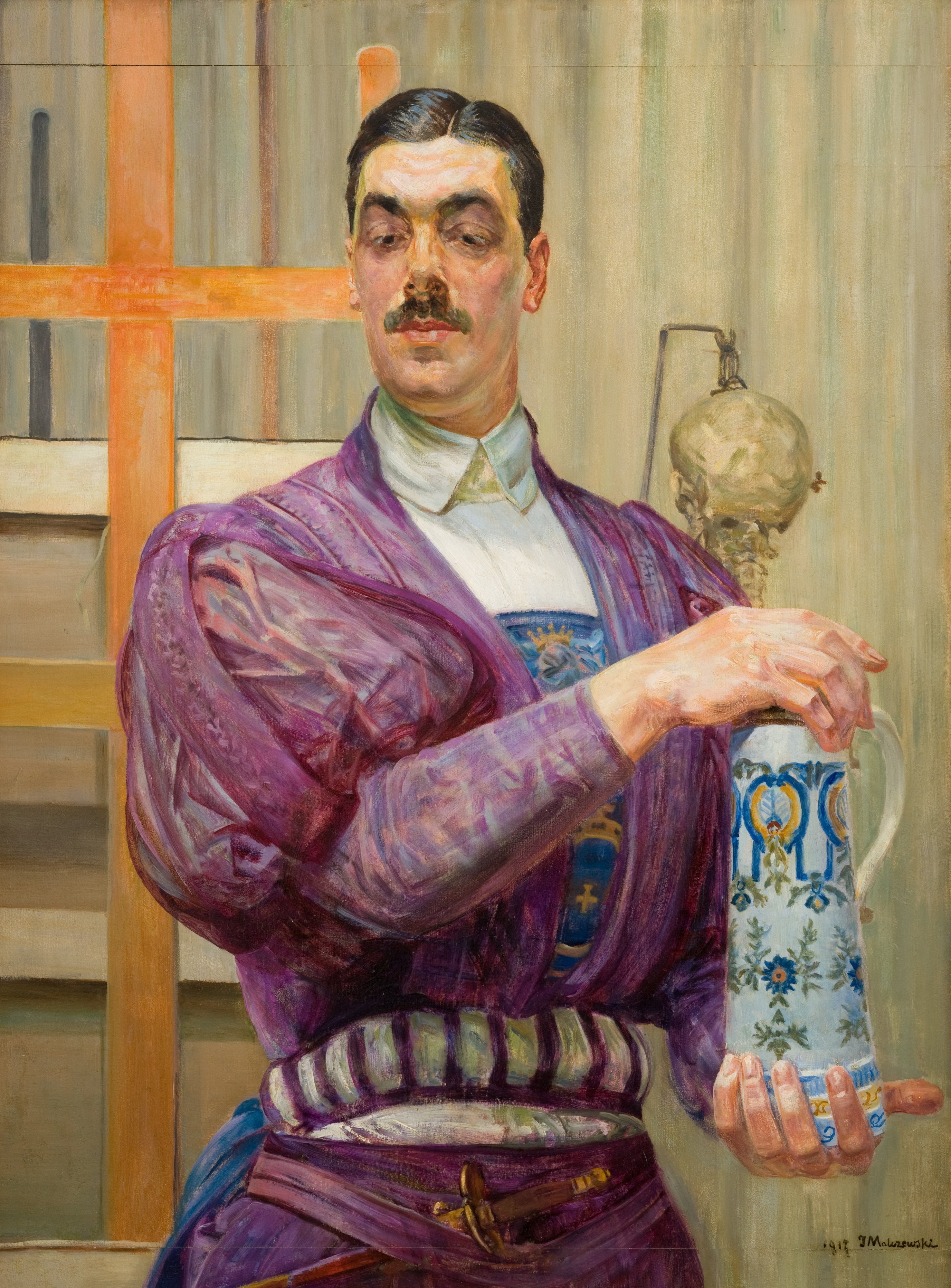
Jacek Malczewski, Młoda Polska, olej na desce, 1917

## Nagrody
- Spiel des Jahres 2010 – wygrana
- As d'Or 2009 – wygrana[20]
- Gra roku 2010 – nominacja
- Sybilla, Wydarzenie Muzealne Roku 2023 – nagroda Narodowego Instytutu Muzeów dla Muzeum Narodowego w Krakowie w kategorii projekt edukacyjny – wyróżnienie[21]